# 9105 Matsumura
A 9105 Matsumura (ideiglenes jelöléssel 1997 AU) a Naprendszer kisbolygóövében található aszteroida. Takao Kobajashi fedezte fel 1997. január 2-án.